# Jose Soto (actor español)

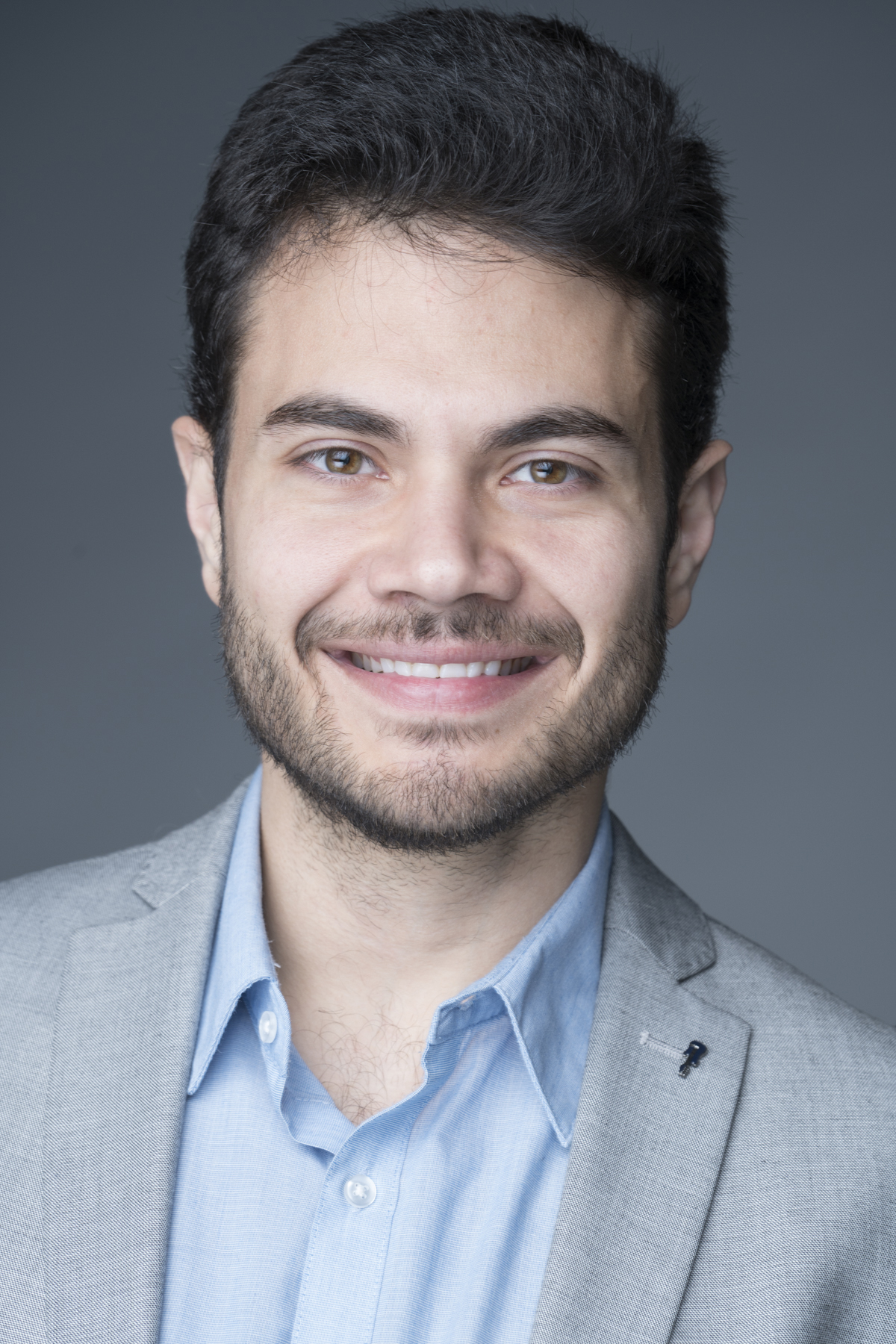
Jose Soto, actor y director español

Jose Simón Soto (Vera, Almería, 15 de julio de 1988) es un actor, productor y director español de cine teatro y televisión, y fundador de la compañía de teatro David Merlo. Ha participado en series populares como Cuéntame, La Catedral del Mar o Acacias 38, entre otras. Ha recibido diversos galardones destacando el Premio Andalucía Joven (2006) a la película Sin Identidad.

## Biografía
El actor almeriense nació en la localidad de Vera donde transcurrió su infancia y adolescencia. Descubrió su vocación para la interpretación de niño, al asistir a una representación teatral en un parque temático. Desde joven se sintió atraído por el lenguaje audiovisual, realizando sus primeros cortos con la cámara de su madre. 
Siendo estudiante de bachillerato, y con el asesoramiento del cineasta Luis Alberto Cabezón, dirigió el largometraje “Sin identidad”.  El film producido e interpretado por un grupo amateur de jóvenes almerienses obtuvo el Premio Andalucía Joven 2006.

## Formación
Formado como actor en la Escuela Cristina Rota de Madrid (2012-2016), complementó sus estudios en Interpretación Audiovisual en la Fundación First Team con Assumpta Serna y Scott Cleverdon (2012-2014)  y con numerosos cursos monográficos y temáticos en distintas disciplinas (Movimiento y Armonización, Danza Jazz y Afroamericano, Canto, Técnica Vocal, Improvisación y Lucha Escénica.

## Carrera profesional
En 2015 comienza su colaboración con el actor David Merlo, último hijo de Ismael Merlo, participando en la representación de diversas obras por toda la geografía española: Arte de Yasmina Reza, dirigida por Vicky Lagos, y Cyrano de Bergerac, dirigida por el propio Merlo. A finales de 2016 ambos actores fundan la Compañía David Merlo donde Jose Soto ejerce de productor, director y actor. La compañía ha llevado clásicos del teatro a salas de toda España: Otelo se representa en Santander, Jaén, Almería, Tarancón...; también Don Juan Tenorio, Un dios salvaje de Y. Reza, La Huella...
Entre 2017 y 2019 y como actor protagoniza la comedia Divorcio a la española de Loise de Jadaut con el papel de Hugo el Boss en el Teatro Príncipe Gran Vía,  y como Garcilaso de la Vega en Pues Amas... ¡Qué cosa es amor!' en el Teatro Bellas Artes.
En televisión ha participado en la serie emblemática que retrata la sociedad española de la Transición Cuéntame cómo pasó; y en el melodrama Acacias 38.
Ha formado parte de los elencos cinematográficos de Que Dios nos perdone, película dirigida por Rodrigo Sorogoyen y Tini el Gran Cambio de Violetta, dirigida por Juan Pablo Buscarini, además de participar en otros largometrajes y series con papeles secundarios.

## Televisión y cine
- Cuéntame como pasó (2016) cap (1707), como Andrés.
- Acacias 38 (2016) cap 367, como Luis el proyeccionista.

- Que Dios nos perdone (2016).

- Tini: El Gran Cambio de Violetta. (2016)
- El arma de tu mente (2007), papel protagonista.

- Sin Identidad (2006) Protagonista.

- Kids these days: Cortometraje sobre el bullying. (2017) protagonista.

- Suspensión de condena: spot DGT (2016, dirige Bernat Alsina)

- Web Serie del Dr. Lag (2016) Protagonista.

- Web serie El lugar merecido (fecha 2013) de Bernard de Lama. Protagonista.

## Teatro
- Pues amas... ¡Qué… cosa es amor! Teatro Bellas Artes, Madrid. Papel protagonista (Garcilaso de la Vega). Canto y música en directo.

- Divorcio a la española, de Loise de Jadaut. Teatro Prìncipe gran vìa. protagonista, hugo el boss.
- Telecincolive, Mediaset España. Actor Principal. Exposhow.

- Otelo. W. Shakespeare. Dir. Jose Soto. Protagonista (Yago). Gira nacional. Https://Youtu.Be/_Horcnwrtpq

- Don Juan Tenorio. CO. Merlo. Centellas, Ciutti, Escultor. Gira nacional.

- Cyrano de Bergerac. Edmond Rostand. Co. Merlo. Gira nacional.

- Hamlet. W Shakespeare. Dir. D. Cicarè. Protagonista (Hamlet). Madrid.

- Arte, de Yasmina Reza, dirigida por Vicky Lagos. Protagonista.

- La Huella, Anthiny Shaffer, dirigida por Tito Delgado. Protagonista (Milo Tindle).

- Katarsis del Tomatazo, dirigida por MarÌa Botto y Juan Diego Botto. CNC. Actor y bailarÌn. (Sala Mirador).

- La Cena de los Idiotas. F. Veber. (papel)

- Jaque a la Juventud, de Julia Maura. Papel principal (Tano).

- Anacleto se divorcia, de Muñoz Seca. Papel principal (Don Felipe).

- Cabeza del Dragón de Ramón María del Valle-Inclán. Obra infantil. Protagonista.

- La Pasión Compañía ARTE. Secundario. Aforo 2500 personas.

- Lisístrata de Aristófanes. Dos papeles de reparto.

- Usted tiene ojos de mujer fatal de Jardiel Poncela. Dirige Daniel CicarÈ. Secundario. Indalecio. Madrid.

- La Venganza de Don Mendo de Pedro Muñoz Seca. Secundario. Moncada.

- Los Caciques de Carlos Arniches. Secundario. Morrones.

- Arsénico por compasión de Joseph Kesselring. Secundario.

## Enlaces relacionados
- Página Web Oficial